# Catriceras
Catriceras è un genere di ammonite del Giurassico inferiore (Pliensbachiano inferiore) e dà nome alla prima zona del piano. La sua specie tipo è Catriceras catriense, nome che etimologicamente significa "Corno del Catria", monte delle Marche. Per la tassonomia il genere appartiene alla famiglia Tropidoceratidae Hyatt, 1900, sottofamiglia Tropidoceratinae Hyatt, 1900. Comprende ammoniti di taglia medio-piccola che raggiungono di rado il diametro di 10 cm. In base ai dati appenninici (Venturi e al. 2010) e a quelli ungheresi (Geczy e Meister 2007) il genere è considerato il miglior indicatore della base del piano nell'area tetidea. Inizialmente (Venturi 1978) vari esemplari del genere vennero trovati in un livello fossilifero all'interno della successione della "Corniola" sul versante sud-ovest del M. Acuto (massiccio del Catria, Italia centrale) insieme ad altri numerosi campioni di ammoniti (2.000 esemplari, 7 famiglie e 20 generi differenti) e con altri fossili di invertebrati marini. Attualmente il genere, dopo varie contestazioni (Dommergues 1987; Dommergues e al.  2000), è considerato valido da Geczy e Meister, 2007, Meister, 2010 e Howarth, 2013.

## Descrizione
Conchiglie evolute (do/d = 0,45 circa), appiattite con sezione della spira subesagonale. Carena ventrale rilevata e affilata, affiancata da aree lisce. Coste sigmo-rursiradiate che si piegano in avanti con code molto proiettate dagli angoli ventro-laterali, talora più numerose delle coste. Sulle piegature si possono osservare piccoli tubercoli a maggior diametro. Suture settali mediamente frastagliate con E lungo come L, oppure più corto. Questo spesso bifido a tronco stretto; lobo U2 piccolo, come A di ES, U3 ancora più piccolo talora inclinato rispetto a L.

## Generotipo
L'esemplare di riferimento per il genere è Catriceras catriense, portatore del nome, conservato nel Dipartimento di Fisica e Geologia dell'Università di Perugia, palazzina di Geologia, aula didattica. Ha un diametro di 39 mm ed è caratteristico del Monte Catria.
Oltre alla specie tipo del genere (C. catriense, Venturi, 1978) sono conosciute, per Geczy e Meister 2007, altre tre specie: C. campiliense (Fucini 1898), C. sellum (Schafhautl, 1863), C. pannonicum (Meister e Geczy, 2007).

## Filogenesi
Per quel che riguarda l'origine, il genere è importante perché è il più antico della sottofamiglia Tropidoceratinae; da questo si sarebbero originati i Tropidoceras. Per l'opinione di Howarth (2013) i Tropidoceratinae si sarebbero originati dai Polymorphitidae Haug, 1887; non si può confermare l'idea classica di Howarth, perché, per i dati appenninici, il genere Catriceras non è preceduto da precursori; anche l'esame dei suoi giri interni lisci non risolve il problema.